# みづきまい
みづき まい（1988年11月25日 - ）は、日本のグラビアアイドル、女優。大分県出身。

## 人物・来歴
- 2005年3月、「第1回ケータイザテレビジョン フレッシュオーディション」グランプリ。
- 2006年3月19日、日本テレビ シナリオ登竜門2005優秀賞受賞作品「きたな(い)ヒーロー」桜庭愛役で女優デビュー。
- 上記の活動期間中は芸能事務所 オフィスニグンニイバに所属していた。

## 出演

### 写真集
1. mai letter （2005年11月、西田幸樹撮影）ISBN 4048944673